# Kedungmutih
Kedungmutih is een bestuurslaag in het regentschap Demak van de provincie Midden-Java, Indonesië. Kedungmutih telt 3037 inwoners (volkstelling 2010).